# Johannes Zeller (Missionar)

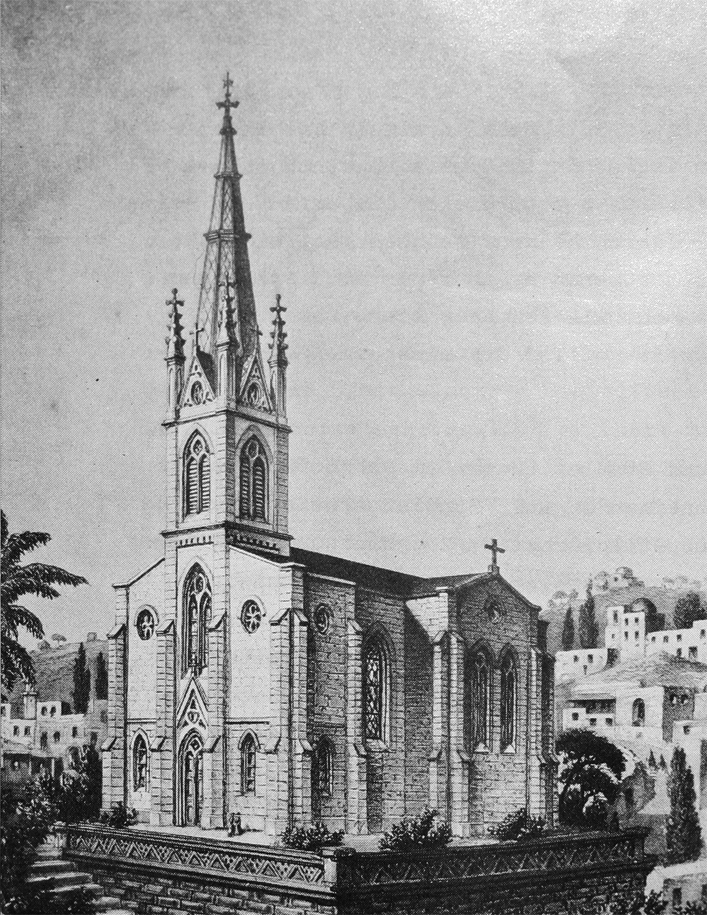
Christuskirche in Nazareth. Der Turm wurde tatsächlich erst 2004 fertiggestellt.

Johannes Zeller, auch John Zeller (* 15. Oktober 1830 in Besigheim; † 19. Februar 1902 in Wernigerode) war ein deutscher evangelischer Missionar und Palästinaforscher.

## Leben
Johannes Zeller machte zunächst eine Ausbildung zum Schreiber und arbeitete 1847 als Gehilfe beim Oberamt Neckarsulm. Ein Jahr später begann er eine Büchsenmacherlehre in Leonberg. 1850 trat er ins Basler Missionshaus ein. Er setzte seine Vorbereitung für die Mission in England fort, lernte Englisch und Arabisch und wurde 1856 zum anglikanischen Pfarrer ordiniert.
Daraufhin reiste John Zeller im Dienst der Church Mission Society nach Palästina. Nach zwei Jahren in Nablus und Ramleh kam er 1858 nach Nazareth und hielt sich danach etwa zu gleichen Teilen zuerst in Nazareth, dann in Jerusalem auf. 
In Jerusalem leitete Zeller ab 1879 die von Bischof Samuel Gobat gegründete Zionsschule. Er erlebte die Einweihung der evangelischen Erlöserkirche zu Jerusalem im Beisein von Kaiser Wilhelm II. am Reformationstag 1898. Nach seiner Pensionierung 1901 zog er nach Wernigerode.

## Mission
Unter Bischof Gobat orientierte sich die protestantische Mission in Palästina (tatsächlich war es ein Gemeinschaftswerk der Anglikanischen Kirche und der Lutherischen Kirche in Preußen) von der Judenmission um zur Mission unter Mitgliedern der traditionellen christlichen Kirchen vor Ort, vor allem der griechisch-orthodoxen Christen. Viele Einwohner von Nazareth schickten ihre Kinder zur protestantischen Schule und wurden deshalb vom orthodoxen Klerus mit Sanktionen belegt. So gewann Zeller neue Familien für die evangelische Kirche. Die Gemeinde wuchs; 1871 konnte die Christuskirche in Nazareth nach mehrjähriger Bauzeit geweiht werden.

## Palästinaforschung
Von Nazareth aus unternahm Zeller Reisen im Norden Palästinas und beiderseits des Jordans. Dabei eignete er sich ein vielseitiges Wissen an, von dem andere Palästinareisende profitierten. Er baute freundschaftliche Beziehungen zu vielen lokalen Würdenträgern auf, besonders mit dem Beduinenscheich Aqil Agha al-Hasi (عقيل آغا الحاسي) verband ihn eine enge Freundschaft. Das war von Vorteil, denn Aqil Agha beherrschte praktisch den Norden Palästinas.
Zeller teilte seine Erkenntnisse gerne mit anderen. Davon profitierte Titus Tobler, der ein Buch über Nazareth schreiben wollte, aber durch die Cholera daran gehindert wurde, den Gegenstand seines Buches selbst zu erkunden. Also führte er ausführliche Interviews mit Zeller, wertete sie aus und schrieb seine Monographie über Nazareth, die ein großer Erfolg wurde. Mit dem Württemberger Geologen Eberhard Fraas war Zeller befreundet. Er begleitete ihn auf seinen Libanon-Exkursionen und sammelte Fossilien, die er ihm nach Stuttgart nachschickte.

## Koloniegründung
In Württemberg waren zahlreiche Pietisten aus religiösen, aber auch wirtschaftlichen Gründen entschlossen, nach Palästina auszuwandern. Ostern 1860 trafen vier junge Templer, die auf dem Kirschenhardthof ausgebildet worden waren, in Jerusalem ein. Zeller half ihnen, als Lehrer und Handwerker in Nazareth Fuß zu fassen. „Von hier aus versuchten sie, landwirtschaftlich geeignete Ländereien für die geplante Templersiedlung zu erkunden. Ihrem auf Anraten Zellers unternommenen Versuch, sich in Sinchar in der Jesreel-Ebene anzusiedeln, war allerdings kein langer Erfolg beschieden.“ Christian Eppinger und Carl Heuschele fanden Arbeit in den Schnellerschen Anstalten; Hieronymus Sonderecker betrieb in Jerusalem eine Schlosserwerkstatt. Philipp Hochstätter, der einzige bei Zeller verbliebene Templer, starb 1860 in Nazareth an Malaria.

## Privates
Am 23. Juni 1859 heirateten Johannes Zeller und Hannah Marie Sophie Gobat, die Tochter Samuel Gobats. Die Eheleute hatten acht Kinder. Hannah Zeller war künstlerisch begabt und illustrierte das Buch Feldblumen aus dem Heiligen Land, welches mehrere Auflagen erlebte.